# باسیوکس
باسیوکس (به فرانسوی: Basseux) یک کمون در فرانسه است که در پا-دو-کاله واقع شده‌است. باسیوکس ۳٫۳۵ کیلومتر مربع مساحت دارد ۱۰۶ متر بالاتر از سطح دریا واقع شده‌است.